# Status Quo
A Status Quo angol rockzenekar, mely még az 1960-as években alakult, jellegzetes hangzásvilággal. Elődje az Alan Lancaster és Francis Rossi által alapított iskolai zenekar, a „The Scorpions” volt. Ma is ismert nevét és arculatát 1967-ben nyerte el az együttes. Az Egyesült Királyságban több mint hatvan toplistás kiadványt adtak ki, többet, mint bárki valaha is. Ezek közül 22 a TOP 10-be is bekerült. Lemezeikből több mint 120 millió példány kelt el. Legutolsó lemezük, a "Backbone", 2019-ben jelent meg.

## Története

### A megalakulás évei (1962-1968)
Az együttes még „The Scorpions” néven alakult 1962-ben. Francis Rossi és Alan Lancaster iskolatársak voltak a londoni Sedgehill Comprehensive School-ban, mindketten játszottak az iskolai zenekarban, így határozták el, hogy együttest alapítanak. Osztálytársaik, Jess Jaworski (billentyűk) és Alan Key (dobok) csatlakoztak hozzájuk. Első fellépésüket a londoni Samuel Jones sportklubban adták. 1963-ban felvették Key helyére John Coghlant, és nevet változtattak, "The Spectres"-re. Lancaster apja elintézte nekik, hogy heti rendszerességgel játsszanak a sportklubban - itt figyelt fel rájuk Pat Barlow, aki a menedzserük lett. Innentől kezdve már Londonon kívül is rendszeresen felléptek. Miután elvégezték az iskolát, Jaworski kilépett a zenekarból, a helyére Roy Lines került.
Ekkoriban kezdték el írni első saját számaikat. 1966-ban találkoztak Rick Parfitt-tel, aki a The Highlights nevű együttesben játszott. Rossi, aki jóbarátja volt Parfittnak, végül átcsábította őt a zenekarukba. Ugyanebben az évben öt évre szóló szerződést kötött velük a Piccaddily Records. Három kislemezt adtak ki, ám egyik sem lett túl népszerű.
1967-ben felfedezték a pszichedelikus rockot, és Traffic-re változtatták a nevüket. Hamarosan ezt Traffic Jam-re változtatták, mert már volt egy ugyanilyen nevű zenekar. Felléphettek a BBC Radio "Saturday Club" című műsorában, és egy kislemezt is kiadhattak, ami szintén kudarc lett. 1967-ben Parfitt hivatalosan is csatlakozott, és ekkor változtatták nevüket Status Quo-ra.

### Pszichedelikus korszak (1968-70)
1968-ban megjelentették a "Pictures of Matchstick Men" című, pszichedelikus elemeket is tartalmazó dalukat, ami nagy siker lett, és Amerikában az egyetlen Billboard TOP40-es kislemezük. Noha lemezeik a tengerentúlon is megjelentek, többé sosem sikerült olyan sikeresnek lenniük odaát is, mint szülőhazájukban. Bár következő kislemezük, a "Black Veils of Melancholy" bukás lett, az azt követő "Ice In The Sun" ismét slágerré vált. Az áttörést követően felvették Bob Young-ot turnémenedzsernek és road-nak - Young az évek során a zenekar életének aktív részese lett, több számban szerzőként közreműködött, és alkalmanként harmonikázik is a színpadon.

### Piledriver és Rockin' All Over The World (1970-1981)
Második albumuk, a "Spare Parts" bukás lett, ezért felhagytak a pszichedelikus stílussal, és helyette az egyre népszerűbb hard rock / boogie rock irányzat felé mentek el. Ez külsőségekben is meglátszott, ekkor kezdtek el koptatott farmert és pólót hordani, ami hosszú időre a védjegyükké vált. Lynes 1970-ben kilépett, a helyére a stúdiómunkák során csatlakoztak vendégzenészek, mint például Jimmy Horowitz vagy Tom Parker. A billentyűs-kérdést csak 1976-ban oldották meg véglegesen, amikor Andy Bown csatlakozott hozzájuk - habár egészen 1982-ig nem számított teljes értékű tagnak, mert az EMI kiadó mint szólóelőadóval szerződött le vele.
Két viszonylag gyengén fogyó lemez után ("Ma Kelly's Greasy Spoon" és Dog of Two Head")  átigazoltak a Vertigo kiadóhoz, és ez hozta el az áttörést. Az első lemezük a kiadónál az 1972-es "Piledriver" volt, amellyel megágyaztak későbbi hangzásviláguknak. Népszerű dalaik voltak ebből az időszakból a "Paper Plane", a "Caroline", a "Break The Rules", a "Down Down", a "Roll Over Lay Down", a "Rain", a "Mystery Song", a "Wild Side of Life", a "Rockin' All Over The World", és a "Whatever You Want". A "Down Down" 1975 januárjában az első helyet érte el a brit kislemezlistán, ami a mai napig az egyetlen ilyen sikerük. Imidzsükre felfigyelt a Levi's, amely 1976-tól szponzorálta őket. 1977-től hangzásviláguk kezdett letisztulni, és egyre többször vették igénybe vendégproducerek közreműködését.

### Változások a felállásban, Live Aid, és az In The Army Now (1981-1991)
A nyolcvanas években feszültségek támadtak a tagok között, minek hatására Jogh Coghlan kilépett. Helyére Pete Kircher érkezett. Bár szerződésük volt további lemezek kiadására, ez a felállás 1984. július 21-én játszott utoljára rendes koncerten, a Milton Keynes Bowl-ban. Rossi úgy emlékezett vissza erre az időszakra, hogy mindenki komoly kokain- és alkoholfüggő volt, és utálták egymást, ő maga pedig nem is emlékszik erre az utolsó fellépésre. Lancaster ezzel szemben azt állította, hogy az egész nem szólt másról, mint hogy Rossi szólókarrierbe akart kezdeni, a többiek nélkül.
1985 júliusában még egyszer utoljára felléptek a Wembley stadionban rendezett Live Aid-en. Abban az évben Rossi rögtön ki is adott két szólódalt, Bernie Frost segítségével. Parfitt szintén készített egy szólólemezt "Recorded Delivery" címmel, de ezt végül nem adták ki, viszont egyes dalait átdolgozva a későbbiekben mint Quo-kislemez B-oldalak jelentették meg.
1985 közepén Rossi, Parfitt és Brown, valamint John "Rhino" Edwards basszusgitáros és Jeff Rich dobos elkezdtek dolgozni egy új Status Quo-albumon. Lancaster, aki ekkoriban Ausztráliában élt, amikor ezt meghallotta, jogi útra terelte az ügyet, és meg akarta tiltani, hogy ez a formáció a Status Quo nevet használja. Indokként arra hivatkozott, hogy már az 1983-as "Back to Back" című lemezük felvételekor kialakultak köztük zenei nézetkülönbségek, és kimondottan neheztelt amiatt, hogy az "Ol' Rag Blues" című dal esetében, aminek ő volt a társszerzője, a producerek azt a változatot választották, amelyiken Rossi énekli a dalt, és nem azt, amelyiken ő. A benyűjtott keresetének köszönhetően a kiadás előtt álló "Naughty Girl" című kislemezt is letiltották. A felek 1986 januárjában peren kívül megegyeztek, és az új felállás folytathatta a munkát az "In The Army Now" című lemezen. A "Naughty Girl" később, mint "Dreamin'", megjelenhetett. Lancaster Ausztráliában maradt, csatlakozott a helyi The Party Boys nevű zenekarhoz, majd 1987-ben formálisan is kilépett a Status Quó-ból.
1986-ban a zenekar volt a Queen előzenekara azok "Magic" turnéján. Ugyanebben az évben jelent meg az "In The Army Now" nagylemez, melynek címadó dala az egyik legnagyobb slágerük lett. 1988-ban jött a következő lemez, az "Ain't Complaining", mely kevésbé lett sikeres, de a "Burning Bridges" kislemez viszonylag népszerű lett. 1994-ben új szöveggel felvették a dalt , "Come On You Reds" címmel, mely a Manchester United csapat indulója lett, és bár ez elérte az első helyet a brit kislemezlistán, nem Status Quo néven tette, így nem számít bele a statisztikájukba.

### Rock 'Til You Drop, Fun Fun Fun, és turnézás (1991-2010)
A kilencvenes években népszerűségük kezdett megcsappanni. "Rock 'Til You Drop" című 1991-es lemezüket négy, 12 órán belül adott koncerttel népszerűsítették, ezzel Guinness-rekordot állítva fel. Az 1994-es "Thirsty Work" című albumukon lágyabb, alternatívabb hangzásvilággal kísérleteztek. Az 1996-os "Don't Stop" és a 2000-es "Famous in the Last Century" című lemezeiken szinte kizárólag feldolgozásokat játszottak. A "Fun Fun Fun" című Beach Boys-feldolgozásuk egész népszerű is lett, emiatt vitába keveredtek a BBC Radio 1-nal, amiért az nem akarta műsorára tűzni a dalukat.
1997-ben Rick Parfitten bypass-műtétet hajtottak végre, ami miatt három hónapra kényszerszünetre kellett mennie. Ugyanebben az évben jelent meg a "Whatever You Want - The very Best of Status Quo" című válogatáslemezük, ami ezüstlemez lett Angliában. 1999-ben német nyelvterületen turnéztak - "The Last Night of the Proms" névre hallgató turnéjukon egy nagyzenekar is elkísérte őket.
2000-ben Jeff Rich kilépett, a helyére Matt Letley érkezett. Andy Bown egy év szünetet tartott felesége halála miatt, őt Paul Hirsh helyettesítette. Ugyanebben az évben Ausztráliában léptek fel Grandchesterben, ahol a Gresat South Pacific Express egyik szerelvényéről játszottak.
2005-ben Rossi és Parfitt a népszerű brit szappanopera, a Coronation Street sorozat egyik epizódjában alakították önmagukat. Ugyanebben az évben Parfitt gyengélkedni kezdett, és az orvosok torokrák gyanúját állapítottak meg nála. A zenekar valamennyi fellépését lemondta, de szerencsére kiderült, hogy csak jóindulatú elváltozásról van szó, amit könnyen eltávolítottak. 2006 májusában tért vissza a színpadra Birminghamben, amiről DVD-felvétel is kiadásra került, „Just Doin’ It” címmel.
2007-ben 63 ezer ember előtt játszottak az újjáépített Wembley stadionban. Rossi és Parfitt ebben az évben szerepeltek a brit "Legyen Ön is milliomos"-ban, ahol 50 ezer fontot nyertek jótékony célokra. Megjelent az "In Search of the Fourth Chord" című nagylemezük is, ami egy szatirikus válasz volt arra, hogy rendszeresen "háromakkordos zenekarnak" csúfolták őket.
2008-ban a német Scooterrel közösen dolgozták fel "Whatever You Want" című dalukat ("Jump That Rock (Whatever You Want)"), és ebben az évben adták ki első karácsonyi kislemezüket is, "It's Christmas Time" címmel.

### Hello Quo, Bula Quo, és együtt a régi felállás (2010-2013)
2010-ben mind Rossi, mind Parfitt a Brit Birodalom Rendje kitüntetésben részesültek. Ugyanebben az évben kezdtek zenei szaklapok arról cikkezni, hogy békülékeny hangnemben kereste meg a zenekar Alan Lancastert, és egy esetleges együttműködés is körvonalazódni látszik. "Live At The BBC" címmel egy 7CD-s és 1 DVD-s különleges kiadványt is kiadtak, melyeken élő fellépéseik és tévés szerepléseik hallhatók.
2011-ben megjelent a "Quid Pro Quo" nagylemezük, télen pedig brit földön indultak arénaturnéra. A "Quofest" nevű turnén Roy Wood és Kim Wilde kísérte őket. Ugyanebben az évben jelent meg számos vendégszereplő részvételével a "Hello Quo!" című dokumentumfilm a zenekarról. 2012-ben azt is bejelentették, hogy első saját filmjüket is hamarosan bemutatják. A Fidzsi-szigeteken forgatott 90 perces komédia, a "Bula Quo!" végül 2013 júliusában került bemutatásra, a hozzá készült, ugyanezt a címet viselő filmzenei albummal. 2012-ben a londoni olimpiára megírták "The Winner" című dalukat.
2012 végén Bonnie Tyler és az Eddie and the Hot Rods kíséretében megismételték a Quofest turnét. Az év végén Matt Letley kilépett a zenekarból, de a 2013-as tavaszi turnéhelyszíneken még ő dobolt, mert nem találták meg időben a megfelelő embert a helyére. Ez a tavaszi turné egyébként arról volt emlékezetes, hogy az 1970-76 közötti klasszikus felállás (a Frantic Four) állt újra egy színpadon. A különleges alkalomról DVD-felvétel is készült, amit az év szeptemberében adtak ki. A turné után eldőlt, hogy Leon Cave lesz az új dobos.

### Aqoustic, Parfitt halála, Backbone (2014-)
2014-ben egy újabb rövid turnéra állt össze a Frantic Four felállás. és ugyanebben az évben a Wychwood Brewery a zenekar tiszteletére bemutatta a Piledriver sört. Az év augusztusában meghalt Jess Jaworski alaptó tag. Októberben megjelent az "Aquostic" nagylemez, melynek bemutatóját a londoni Roundhouse-ban tartották, és amelyről élő felvétel is készült. 2016 októberében érkezett az album folytatása, "Aquoustic II - That's a Fact!" címmel.
Október 28-án aztán bejelentették, hoigy mivel abban az évben Rick Parfitt szívrohamot kapott, saját egészségének érdekében visszavonul az élő zenéléstől. Az év december 24-én meghalt egy marbellai kórházban, egy vállsérülésből adódó súlyos fertőzés szövődményeiben. Helyét Richie Malone vette át a zenekarban, aki 2016-ban volt már beugró zenész.
2019-ben a Status Quo volt a Lynyrd Skynrd zenekar előzenekara a brit búcsúturnéjukon. Ebben az évben adták ki "Backbone" című lemezüket, az elsőt, amelyiken Parfitt nem játszott. Francis Rossi ugyanebben az évben jelentette meg "I Talk Too Much" című önéletrajzi könyvét. Az albumhoz kapcsolódó turnét vissza kellett mondaniuk a koronavírus-járvány miatt, ugyanis az időpontokat már 2021-ben sem tudták pótolni. Helyette "Out of Quoing" címmel szerveztek turnét 2022-ben.
2021 szeptemberében Alan Lancaster meghalt, sclerosis multiplex betegségének szövődményei miatt.

## Az együttes tagjai
| Jelenlegi tagok - Francis Rossi – szólógitár, vokál (1962– ) - Andy Bown – billentyűsök, ritmus gitár, szájharmonika, vokál(1982– ) - John Edwards – basszusgitár, ritmus gitár, vokál(1985– ) - Leon Cave – dobok, ütőhangszerek, háttérvokál (2013– ) - Richie Malone – ritmus gitár, háttérvokál (2016– ) | Korábbi tagok - Alan Lancaster – basszusgitár, vokál (1962–1985; 2013–2014) - Jess Jaworski – billentyűsök (1962–1965) - Alan Key – dobok, ütőhangszerek (1962–1963) - John Coghlan – dobok, ütőhangszerek (1963–1981; 2013–2014) - Roy Lynes – keyboards, vocals (1965–1970) - Rick Parfitt – ritmus gitár, vokál (1967–2016) - Pete Kircher – dobok, ütőhangszerek (1982–1985) - Jeff Rich – dobok, ütőhangszerek (1985–2000) - Matt Letley – dobok, ütőhangszerek (2000–2013) | Turnén besegítő tagok - Bob Young - szájharmonika (1970–1979; 2013–2014) - Paul Hirsh - billentyűsök, ritmus gitár, szájharmonika (2000-2002) - Freddie Edwards - ritmus gitár (2016) |

Idővonal

## Diszkográfia

### Nagylemezek
- Picturesque Matchstickable Messages from the Status Quo (1968)
- Spare Parts (1969)
- Ma Kelly's Greasy Spoon (1970)
- Dog Of Two Head (1971)
- Piledriver (1972)
- Hello! (1973)
- Quo (1974)
- On The Level (1975)
- Blue For You (1976)
- Live! (1977)
- Rockin' All Over The World (1977)
- If You Can't Stand The Heat (1978)
- Whatever You Want (1979)
- Just Supposin' (1980)
- 12 Gold Bars (válogatás) (1980)
- Never Too Late (1981)
- 1+9+8+2 (1982)
- Live At The NEC (1982)
- From The Makers Of (válogatás) (1982)
- Back To Back (1983)
- 12 Gold Bars Vol.2. (válogatás) (1984)
- In The Army Now (1985)
- Ain't Complaining (1988)
- Perfect Remedy (1989)
- Rockin All Over The Years (válogatás) (1990)
- Rock 'til You Drop (1991)
- Live Alive Quo (1993)
- Thirsty Work (1994)
- Don't Stop (1996)
- Whatever You Want – The Very Best Of Status Quo (1997)
- Under The Influence (1999)
- Famous in the Last Century (2000)
- Heavy Traffic (2002)
- Riffs (2003)
- XS All Areas (válogatás) (2004)
- The Party Ain't Over Yet (2005)
- In Search Of The Fourth Chord (2007)
- Pictures – 40 Years of Hits (válogatás) (2008)
- Quid pro Quo (2012)
- Bula Quo (2013)
- Aquostic (Stripped Bare) (2014)

### Kislemezek
| Szám címe                                        | Legjobb brit listahelyezés | Év   | Album                                                   |
| ------------------------------------------------ | -------------------------- | ---- | ------------------------------------------------------- |
| "I (Who Have Nothing)"                           | -                          | 1966 | -                                                       |
| "Hurdy Gurdy Man"                                | -                          | 1966 | -                                                       |
| "(We Ain't Got) Nothin' Yet"                     | -                          | 1967 | -                                                       |
| "Almost But Not Quite There"                     | -                          | 1967 | -                                                       |
| "Pictures of Matchstick Men"                     | #7                         | 1968 | Picturesque Matchstickable Messages from The Status Quo |
| "Black Veils of Melancholy"                      | -                          | 1968 | Picturesque Matchstickable Messages from The Status Quo |
| "Ice in the Sun"                                 | #8                         | 1968 | Picturesque Matchstickable Messages from The Status Quo |
| "Make Me Stay A Bit Longer"                      | -                          | 1969 | -                                                       |
| "Are You Growing Tired of My Love"               | #46                        | 1969 | Spare Parts                                             |
| "The Price of Love"                              | -                          | 1969 | -                                                       |
| "Down the Dustpipe"                              | #12                        | 1970 | -                                                       |
| "In My Chair"                                    | #21                        | 1970 | -                                                       |
| "Tune To the Music"                              | -                          | 1971 | -                                                       |
| "Gerdundula"                                     | -                          | 1971 | Dog of Two Head                                         |
| "Paper Plane"                                    | #8                         | 1972 | Piledriver                                              |
| "Mean Girl"                                      | #20                        | 1973 | Dog of Two Head                                         |
| "Caroline"                                       | #5                         | 1973 | Hello!                                                  |
| "Break the Rules"                                | #8                         | 1974 | Quo                                                     |
| "Down Down"                                      | #1                         | 1974 | On the Level                                            |
| "Roll Over Lay Down" [live]                      | #9                         | 1975 | -                                                       |
| "Rain"                                           | #7                         | 1976 | Blue For You                                            |
| "Mystery Song"                                   | #11                        | 1976 | Blue For You                                            |
| "Wild Side of Life"                              | #9                         | 1976 | -                                                       |
| "Rockin' All Over The World"                     | #3                         | 1977 | Rocking All Over The World                              |
| "Again and Again"                                | #13                        | 1978 | If You Can't Stand The Heat                             |
| "Accident Prone"                                 | #36                        | 1978 | If You Can't Stand The Heat                             |
| "Whatever You Want"                              | #4                         | 1979 | Whatever You Want                                       |
| "Living on an Island"                            | #16                        | 1979 | Whatever You Want                                       |
| "What You're Proposing"                          | #2                         | 1980 | Just Supposin'                                          |
| "Lies" / "Don't Drive My Car"                    | #11                        | 1980 | Just Supposin'                                          |
| "Something 'Bout You Baby, I Like"               | #9                         | 1981 | Never Too Late                                          |
| "Rock n' Roll"                                   | #8                         | 1981 | Just Supposin'                                          |
| "Dear John"                                      | #10                        | 1982 | 1+9+8+2                                                 |
| "She Don't Fool Me"                              | #36                        | 1982 | 1+9+8+2                                                 |
| "Caroline" [live]                                | #13                        | 1982 | Live at the N.E.C.                                      |
| "Ol' Rag Blues"                                  | #9                         | 1983 | Back to Back                                            |
| "A Mess of Blues"                                | #15                        | 1983 | Back to Back                                            |
| "Marguerita Time"                                | #3                         | 1983 | Back to Back                                            |
| "Going Down Town Tonight"                        | #20                        | 1984 | Back to Back                                            |
| "The Wanderer"                                   | #7                         | 1984 | -                                                       |
| "Rollin' Home"                                   | #9                         | 1986 | In the Army Now                                         |
| "Red Sky"                                        | #19                        | 1986 | In the Army Now                                         |
| "In The Army Now"                                | #2                         | 1986 | In the Army Now                                         |
| "Dreamin'"                                       | #15                        | 1986 | In the Army Now                                         |
| "Ain't Complaining"                              | #19                        | 1988 | Ain't Complaining                                       |
| "Who Gets the Love?"                             | #34                        | 1988 | Ain't Complaining                                       |
| "Running All Over The World"                     | #17                        | 1988 | -                                                       |
| "Burning Bridges (On and Off and On Again)"      | #5                         | 1988 | Ain't Complaining                                       |
| "Not At All"                                     | #50                        | 1989 | Perfect Remedy                                          |
| "Little Dreamer"                                 | #76                        | 1989 | Perfect Remedy                                          |
| "The Anniversary Waltz – Part One"               | #2                         | 1990 | -                                                       |
| "The Anniversary Waltz – Part Two"               | #16                        | 1990 | -                                                       |
| "Can't Give You More"                            | #37                        | 1991 | Rock Til You Drop                                       |
| "Rock Till You Drop"                             | #38                        | 1992 | Rock Til You Drop                                       |
| "Roadhouse Medley (Anniversary Waltz – Part 25)" | #21                        | 1992 | Live Alive Quo                                          |
| "I Didn't Mean It"                               | #21                        | 1994 | Thirsty Work                                            |
| "Sherri, Don't Fail Me Now!"                     | #38                        | 1994 | Thirsty Work                                            |
| "Restless"                                       | #39                        | 1994 | Thirsty Work                                            |
| "When You Walk in the Room"                      | #34                        | 1995 | Don't Stop                                              |
| "Fun Fun Fun" '                                  | #24                        | 1996 | Don't Stop                                              |
| "Don't Stop"                                     | #35                        | 1996 | Don't Stop'                                             |
| "All Around My Hat"                              | #47                        | 1996 | Don't Stopm                                             |
| "The Way It Goes"                                | #39                        | 1999 | Under the Influence                                     |
| "Little White Lies"                              | #47                        | 1999 | Under the Influence                                     |
| "Twenty Wild Horses"                             | #53                        | 1999 | Under the Influence                                     |
| "Mony Mony"                                      | #48                        | 2001 | Famous in the Last Century                              |
| "Old Time Rock n' Roll"                          | #76                        | 2001 | Famous in the Last Century                              |
| "Jam Side Down"                                  | #17                        | 2002 | Heavy Traffic                                           |
| "All Stand Up (Never Say Never)"                 | #51                        | 2002 | Heavy Traffic                                           |
| "You’ll Come 'Round"                             | #14                        | 2004 | -                                                       |
| "Thinking of You"                                | #21                        | 2004 | -                                                       |
| "The Party Ain’t Over Yet"                       | #11                        | 2005 | The Party Ain't Over Yet                                |
| "All That Counts is Love"                        | #29                        | 2005 | The Party Ain't Over Yet                                |
| "Beginning of the End"                           | #48                        | 2007 | In Search of the Fourth Chord                           |
| "It's Christmas Time"                            | #40                        | 2008 | -                                                       |
| "Jump That Rock (Whatever You Want)"             | #57                        | 2008 | -                                                       |